# Pseudoflustra aviculata
Pseudoflustra aviculata är en mossdjursart som först beskrevs av Calvet 1906.  Pseudoflustra aviculata ingår i släktet Pseudoflustra och familjen Smittinidae. Inga underarter finns listade i Catalogue of Life.